# Church Mouth
Church Mouth è il secondo album in studio del gruppo musicale statunitense Portugal. The Man, pubblicato nel 2007.

## Tracce
Testi e musiche di John Baldwin Gourley.
1. Church Mouth – 3:13
2. Sugar Cinnamon – 3:04
3. Telling Tellers Tell Me – 3:10
4. My Mind – 3:50
5. Shade – 3:58
6. Dawn – 3:17
7. Oh Lord – 3:23
8. Bellies Are Full – 4:08
9. Children – 5:03
10. The Bottom – 3:46
11. Sleeping Sleepers Sleep – 3:59
12. Sun Brother (Excerpt) – 2:11

Tracce bonus - Ed. vinile
1. Sun Brother (Full version) – 5:30
2. Seventeen – 3:48